# Šentjernej
Šentjernej (Duits: Sankt Barthlemä; Italiaans: San Bartolomeo) is een gemeente in Slovenië en telde tijdens de volkstelling in 2002 6538 inwoners.
In Šentjernej en omgeving zijn vondsten gedaan uit de prehistorie, de Romeinse tijd en de bewoning door de eerste Slaven. In de 10e eeuw stond in Pleterje, dat onderdeel uitmaakt van Šentjernej, het kasteel Sicherstein. In 1407 stichtte de graaf van Celje het kartuizerklooster van de Heilige Drie-eenheid. In 1595 werd het door de kartuizers verlaten en kwam het in handen van de jezuïeten. In de tweede helft van de 18de eeuw werd het als gevolg van de hervormingen van keizer Jozef II opgeheven, om vervolgens weer tot leven te komen in 1899, toen het door Franse kartuizers werd gekocht. Een groot deel van de huidige barokke inrichting stamt van deze Franse monniken, die hun klooster bij Grenoble (om politieke redenen) hadden moeten verlaten. De gotische kloosterkerk van de H. Drie-eenheid van het klooster Pleterje staat voor bezoekers open.
Het klooster speelde een rol in de ondersteuning van de gewapende strijd van de partizanen in de Tweede Wereldoorlog.

## Plaatsen in de gemeente
Apnenik, Breška vas, Brezje pri Šentjerneju, Cerov Log, Čadraže, Čisti Breg, Dobravica, Dolenja Brezovica, Dolenja Stara vas, Dolenje Gradišče pri Šentjerneju, Dolenje Mokro Polje, Dolenje Vrhpolje, Dolenji Maharovec, Drama, Drča, Gorenja Brezovica, Gorenja Gomila, Gorenja Stara vas, Gorenje Gradišče pri Šentjerneju, Gorenje Mokro Polje, Gorenje Vrhpolje, Gorenji Maharovec, Groblje pri Prekopi, Gruča, Hrastje, Hrvaški Brod, Imenje, Javorovica, Ledeča vas, Loka, Mali Ban, Mihovica, Mihovo, Mršeča vas, Orehovica, Ostrog, Polhovica, Prapreče pri Šentjerneju, Pristava pri Šentjerneju, Pristavica, Rakovnik, Razdrto, Roje, Sela pri Šentjerneju, Šentjakob, Šentjernej, Šmalčja vas, Šmarje, Tolsti Vrh, Veliki Ban, Volčkova vas, Vratno, Vrbovce, Vrh pri Šentjerneju, Zameško, Zapuže, Žerjavin, Žvabovo
Črnomelj · Dolenjske Toplice · Kočevje · Kostel · Loški Potok · Metlika · Mirna · Mirna Peč · Mokronog-Trebelno · Novo mesto · Osilnica · Ribnica · Semič · Šentjernej · Šentrupert · Škocjan · Šmarješke Toplice · Sodražica · Straža · Trebnje · Žužemberk
1. ↑  "Prebivalstvo po starosti in spolu, občine, Slovenija, polletno". Statistični urad Republike Slovenije. Geraadpleegd op 18 april 2021.